# Monochamus serratus
Monochamus serratus är en skalbaggsart som beskrevs av Charles Joseph Gahan 1906. Monochamus serratus ingår i släktet Monochamus, och familjen långhorningar. Inga underarter finns listade.